# Julien Gracq
Julien Gracq   (Saint-Florent-le-Vieil, 27 de juliol de 1910 - Angers, 22 de desembre de 2007) fou un novel·lista, poeta, assagista i dramaturg francès proper al surrealisme, el veritable nom del qual era Louis Poirier.

## Biografia

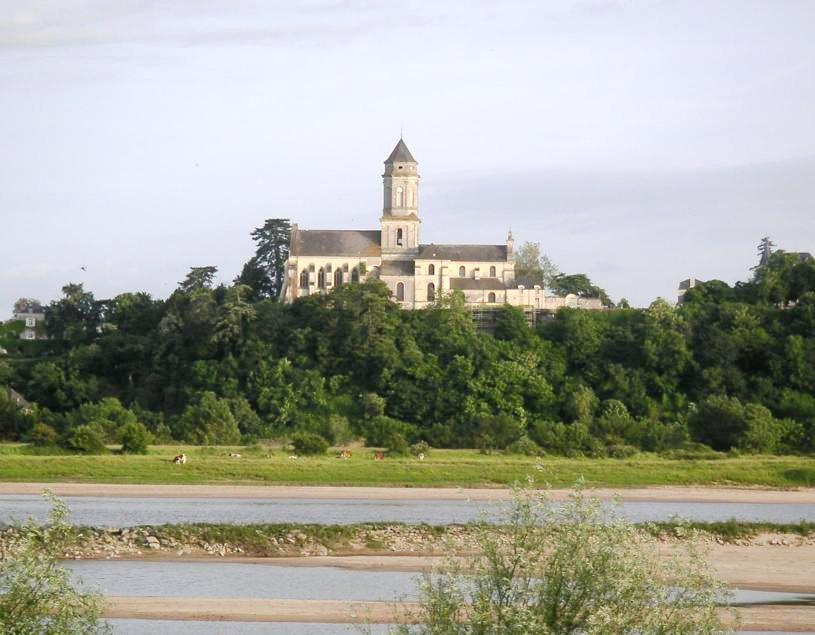
Vista de l'església de Saint-Florent-le-Vieil

Nascut el 1910 en el si d'una família de mercers de Saint-Florent-le-Vieil (bressol de la Revolta de La Vendée), Louis Poirier va passar els seus primers anys en estret contacte amb el medi rural i apartat de la guerra, la qual cosa li va influenciar, ja que tota l'obra de Gracq (les seues descripcions -on es fa impossible distingir el geògraf del poeta-, les seues preferències literàries i el seu marcat desinterès pels autors del "no" -Jean-Paul Sartre i Alain Robbe-Grillet, els quals conceben el món com un planeta estrany al gènere humà) expressa una sensibilitat exclusiva al canvi de les estacions i a la morfologia del paisatge. La seua és una "literatura del sí" en contacte amb els ritmes i les influències de la terra que no amaga el seu deute amb els romàntics alemanys (com ara, Novalis i Friedrich Hölderlin).
Lector precoç, el futur Gracq alterna el plaer de les lectures més dispars (Jules Verne, les notícies de la guerra, els fulletons) amb jocs i passejades en barca pel riu Èvre (recordat a Les aigües estretes). L'experiència de l'internat obre una primera escletxa en la seua existència (la segona és la guerra), la qual aborda a La Forme d'une Ville. Els anys passats al liceu Clemenceau de Nantes confronten l'adolescent amb una disciplina gairebé penitenciària contra la qual la seua passió per la literatura esdevé el millor antídot, ja que hi descobrirà Stendhal i assistirà a una representació del Parsifal de Richard Wagner. Després de dos anys en el prestigiós Henri-IV de París, Poirier cursa brillantment estudis de geografia.

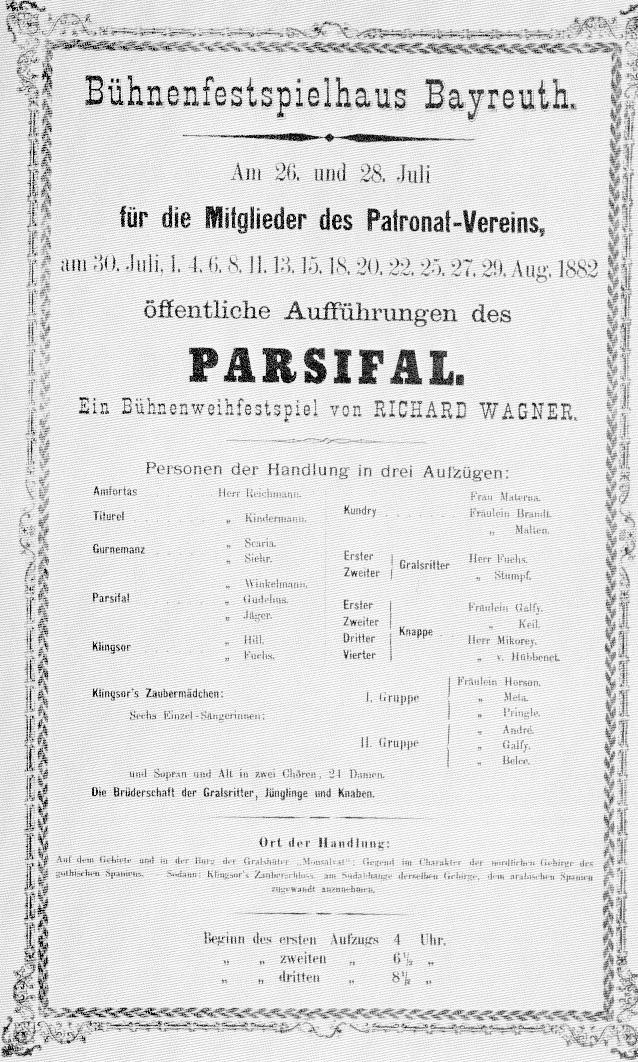
Rètol de la primera producció de Parsifal (1882), òpera que va descobrir Gracq el 1929

Al començament de l'estiu del 1936, mentre esperava la tramitació d'un visat que mai va arribar i que havia de permetre viatjar a Crimea per a realitzar una tesi doctoral de geografia física, Louis Poirier no sabia, unes hores abans de seure a escriure Al castell d'Argol, que estava a punt d'esdevindre un escriptor. La novel·la, rebutjada inicialment per la La Nouvelle Revue Française, fou publicada per José Corti, editor al qual va romandre fidel fins al final. Gracq passa a l'acció de manera frenètica i imprevisible escrivint una "versió dramàtica" de Parsifal que és també un exuberant homenatge a la literatura (el cicle del Sant Greal, la novel·la gòtica, Edgar Allan Poe, Richard Wagner, Lautréamont, el surrealisme). Tot i que el llibre tot just es va vendre, va ésser aplaudit per André Breton i amb qui Gracq entaulà una amistat duradora.
Compromès aviat amb la política, el 1936 va entrar a formar part del Partit Comunista Francès i va participar en l'organització del Front Popular de França, encara que va abandonar el susdit partit el 1939 per la seva discrepància davant el pacte de no-agressió entre Alemanya i la Unió Soviètica signat a Moscou. Mobilitzat com a oficial d'infanteria durant la Segona Guerra Mundial, Gracq hi participa combatent al front del Nord fins que és fet presoner. L'experiència de la guerra inspira les seues següents ficcions, ja que, durant la seua captivitat a Silèsia, sorgeix el projecte de Un beau ténébreux. El segueix un període d'intensa creació, el qual culmina el 1951 amb La ribera de les Sirtes, novel·la que el converteix en guanyador del Premi Goncourt. El seu desig de preservar la seua llibertat creadora i crítica, i, també, de manifestar el seu descontentament amb l'espectacle mediàtic inherent el porta a rebutjar el premi (idees expressades en el seu opuscle La littérature à l'estomac -1950-, el qual irromp en els anys que segueixen a la fi de la Segona Guerra Mundial i en ple apogeu de la literatura compromesa i existencialista). L'elegant i corrosiu assaig de Gracq és una radiografia del mercat literari ("murmuri agitat d'una borsa de valors perpètua"), sobre el qual, i deu anys més tard, hi tornaria amb "Pourquoi la littérature respire mal" denunciant la dictadura de la crítica: "La teologia s'hi instal·la i la fe en desapareix". Encara que avui queden molt lluny els temps en què la literatura tenia tant poder, la fractura entre la lectura (entesa gairebé com un ritual sagrat) i el soroll mediàtic s'ha radicalitzat i les protestes de Gracq, segons el parer d'alguns, són més vigents que mai. Per a mantindre la seua independència crítica a la República de les Lletres, Gracq va exercir com a professor de geografia i història fins a la seua jubilació al liceu Claude Bernard de París (1947-1970).
Després d'un recull de poemes en prosa (Liberté gran, 1946), una obra de teatre que va tindre poc èxit (El rei pescador, 1948) i un assaig (André Breton. Quelques aspects de l'écrivain , 1948) arriba la seua consagració amb La ribera de les Sirtes: una antiga guerra oposa Orsenna amb una de les seues províncies més llunyanes, el bàrbar Farghestan, la qual és situada als confins d'un sud il·localitzable al mapa. Cap combat ha tingut lloc des de fa tres segles, però la guerra es pot revifar en qualsevol moment si es travessa la línia de la ribera de les Sirtes, la qual és la frontera natural entre els territoris enemics. Els temes de l'espera, el desig i la frontera convergeixen ací i cobren un especial relleu. Encara que escrit en passat per Aldo, el relat està fortament projectat cap al futur i cap a la conflagració final que té lloc fora de les seues pàgines. La decisió de no representar la batalla que dinamitza i dona sentit a tota la història permet Gracq no renunciar en cap moment a la imatge com a concentració de possibilitats intactes evitant tota fixació definitiva. La memòria que reconstrueix els esdeveniments cerca el seu sentit igual que Aldo intenta desxifrar el seu destí. Ni novel·la històrica, ni epopeia llegendària, La ribera de les Sirtes ofereix una reflexió inigualable sobre l'esperit de la Història (un dels conceptes fundacionals de l'obra de Gracq, inspirat per Oswald Spengler, de qui pren l'analogia entre les fases de la vida humana i les èpoques històriques). Orsenna, un estat en franca decadència, és un organisme en declivi, agonitzant, el qual obeeix a la llei dels cicles naturals (mort i renaixement). Si la transposició poètica de la noció històrica de decadència es nodreix abundantment d'imatges de decadència, d'envelliment o d'inèrcia, la fletxa de sentit de la novel·la s'orienta cap a l'inici d'alguna cosa que està encara per vindre, d'una nova etapa els senyals anunciadors de la qual es despleguen al llarg de la trama. La transmutació de la matèria històrica en energia poètica dona lloc a una paradoxa curiosa: l'univers de ficció està entreteixit per una densa xarxa de referències històriques a èpoques i llocs diversos. La Història és, doncs, omnipresent, però no té indicis que permetin situar-la en una època o en un lloc concrets. La densitat històrica i la saturació retòrica de l'escriptura es construeixen sobre l'ambivalència, l'ambigüitat i el doble sentit, de manera que imatges i figures amaguen més que desvetllen, allunyant la narració de la temptació al·legòrica.

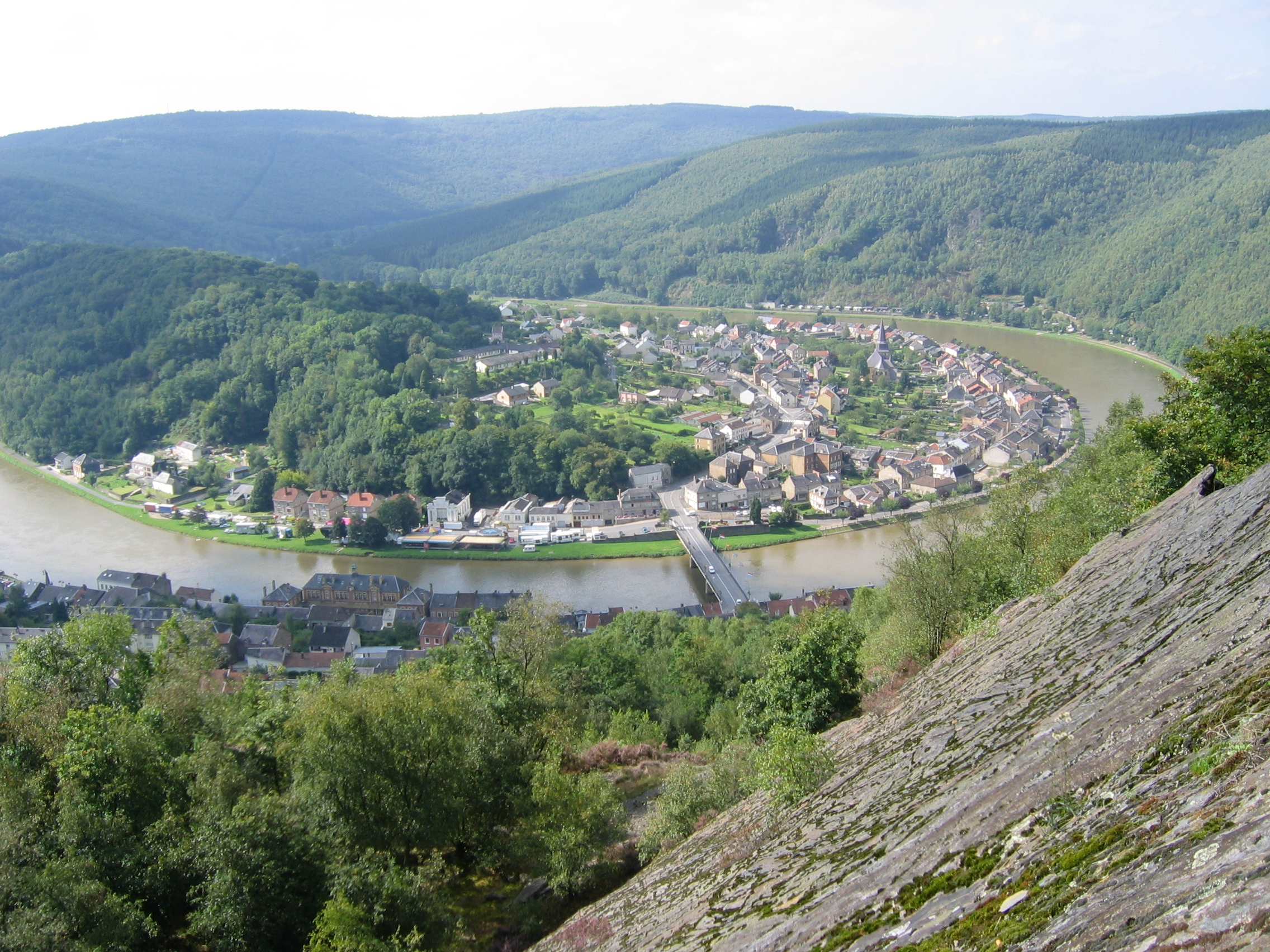
Monthermé, situada al massís de les Ardenes i a la vora d'un meandre del Mosa, fou la font d'inspiració per a Gracq a l'hora d'escriure Un balcon en forêt (1958)

És a partir d'aquest moment que Gracq inicia una segona gran etapa, la qual correspon al segon volum de les seues obres editat per La Pléiade, de l'editorial Gallimard, i es caracteritza per l'abandonament de la ficció. Set anys després de La ribera de les Sirtes (durant els quals només ha publicat els poemes de Prose pour l'étrangère, una traducció de Pentesilea de Heinrich von Kleist i alguns textos crítics) apareix Un balcon en forêt (1958), el qual és d'estil sensiblement diferent i on Gracq barreja els seus records personals de la guerra amb les impressions que li deixa un viatge a les Ardenes. La novel·la s'esdevé durant els mesos que separen la declaració de guerra (setembre del 1939) i l'ofensiva alemanya (maig del 1940). El curs frenètic de la història sembla haver-se aturat durant aquesta mena de treva històrica, especialment permeable al desenvolupament de la temàtica privilegiada de Gracq: l'espera. Un militar, Grange, i els seus tres homes, destinats a una casamata situada prop de la frontera belga i en ple bosc, esperen que el destí dicti sentència: mor Grange a causa de les seues ferides o s'endormisca? A propòsit del caràcter més realista d'aquesta novel·la, l'autor comenta, irònic, que el llibre no és un gir voluntari cap al realisme, sinó que, en un moment en què, a escassa distància d'un combat, un grup de soldats podia estar xerrant animadament en un cafè, aliè a la proximitat de la mort, la irrealitat quotidiana avançava en la mateixa direcció que el seu imaginari.

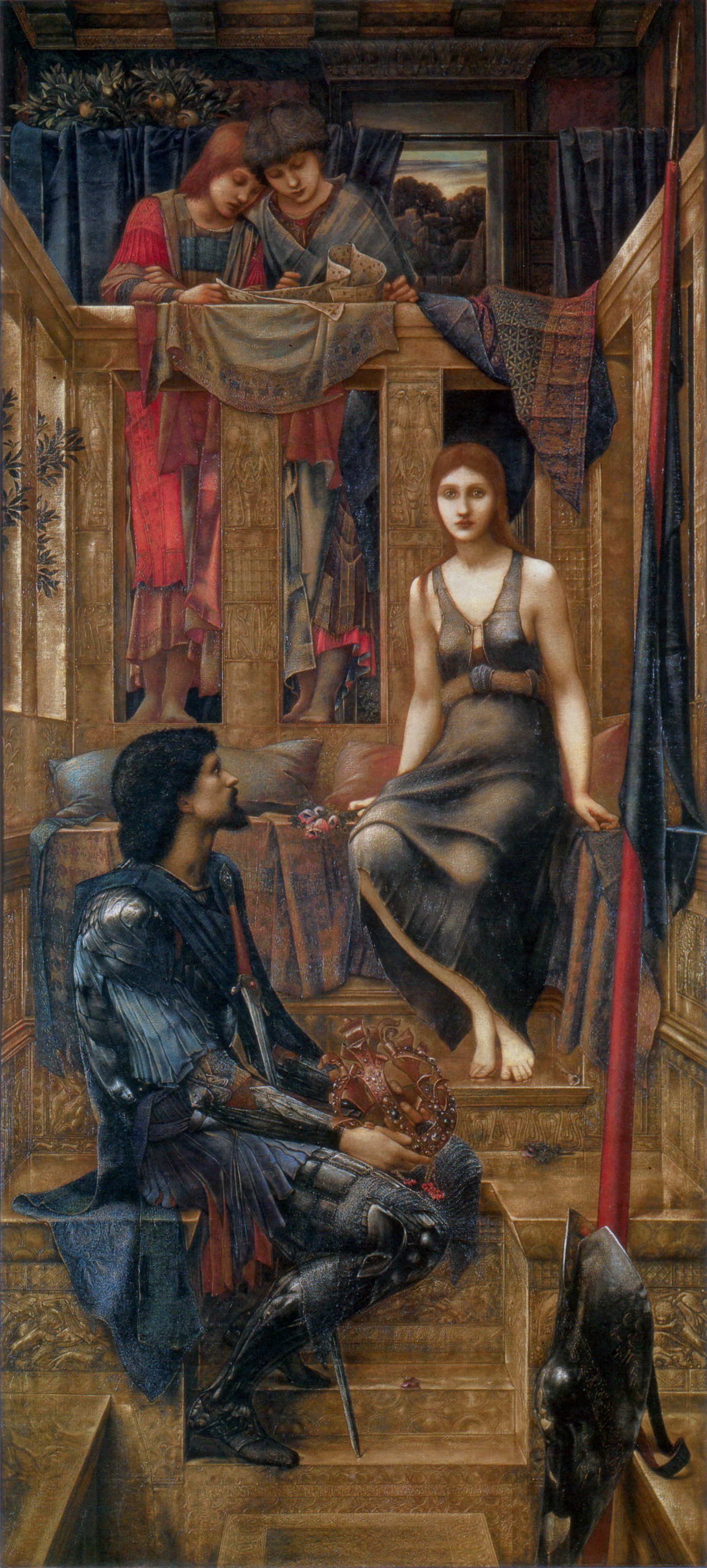
El rei Cophetua i la captaire verge d'Edward Coley Burne-Jones (1884), pintura evocada a la novel·la Le Roi Cophetua de Gracq

La decisió de no narrar la batalla al final de La ribera de les Sirtes presagiava ja l'abandó successiu de la novel·la. La presqu'île i Le Roi Cophetua, reunits el 1970 sota el títol genèric de La Presqu'île juntament amb La Route (llarg fragment d'una novel·la interrompuda el 1956 que havia de situar-se en una època de guerra) constitueixen les darreres incursions de Gracq en la ficció i, en elles, la intriga es veu encara més reduïda que en les novel·les. A La presqu'île, el recorregut d'anada i tornada entre una estació de tren i el mar que realitza un home de mitjana edat que espera l'arribada d'una dona amb qui ha de passar uns dies de vacances centra el relat a la carretera i en l'espai. La primera es converteix així en la frontissa temàtica i formal que redueix gairebé del tot la distància entre la ficció i l'experiència personal.
A partir del 1954, Gracq inicia l'escriptura d'una sèrie de quaderns en què anota les seues impressions de lectures i viatges, i, també, les seues reflexions sobre l'actualitat, la Història o l'art. Aquests quaderns de fragments no poden considerar-se un diari i, tampoc, són apunts de treball, projectes o esbossos d'obres futures. El caràcter fragmentari dels textos no comporta una manca de cura pel que fa l'estil: són fragments autònoms i acabats que remeten més al model romàntic (tal com el va definir August Wilhelm von Schlegel) que a una estètica contemporània d'allò inconclús. El que en el cas d'altres constitueix sovint la seua obra menor esdevé ací la forma d'expressió més completa de l'autor. Llegint i escrivint (1980) i Les Carnets du grand chemin (1992) també pertanyen a aquest apartat. La diversificació temàtica que caracteritza els volums de fragments que Gracq publica a partir del 1967 (Lettrines) i la brevetat els distingeix dels seus assajos literaris precedents -el seu estudi sobre André Breton i els reunits a Preferències, escrits entre els anys 1946 i 1960-, marcats per una forma d'expressió determinada (assaig, prefaci, conferència).
Menció apart mereixen les seues obres Les aigües estretes (1976), La Forme d'une ville (1985) i Autour des sept collines (1988). Amb elles, i amb el pas del temps, es fa palpable una certa tendència a la disminució momentània de l'extrema precaució amb què Gracq protegeix la seua vida privada de les mirades indiscretes. Les impressions del geògraf i del lector s'alternen amb moments en què Gracq gira els ulls cap al passat evitant la nostàlgia. Mentre que el record té per objecte allò absent, el que ha desaparegut, Gracq és sobretot un escriptor de la promesa d'una presència que les contingències afectives o existencials no aconsegueixen eclipsar. A Les aigües estretes, les nombroses referències literàries que venen a la memòria del narrador es despleguen durant el temps d'una passejada amb barca per les aigües tenebroses del riu Èvre, que és també una mirada retrospectiva cap a la infantesa i un recorregut a través dels seus paisatges literaris predilectes. Els ensomnis associatius, continuïtat màgica entre paisatge i poesia, música o pintura, es retroben a La Forme d'une ville. Els seus records de la ciutat pertanyents a l'època de l'internat, més somiats, doncs, que viscuts, es juxtaposen a les seues passejades posteriors pels carrers de Nantes. L'associació de la geografia íntima amb un espai autobiogràfic, sempre sota l'auspici de la literatura, així com la superposició de temps i espais que estableix una circulació intemporal, no remet a l'home, sinó a la matriu urbana en la qual es va gestar l'autor. Autour des sept collines, dedicada a la ciutat de Roma, constitueix el revers de la moneda: el viatge tardà a una ciutat coneguda a través de tantes lectures només podia decebre'l.
Va morir el 22 de desembre del 2007 à l'Hospital Universitari d'Angers a causa de les complicacions ocasionades per una hemorràgia interna.

## Estil

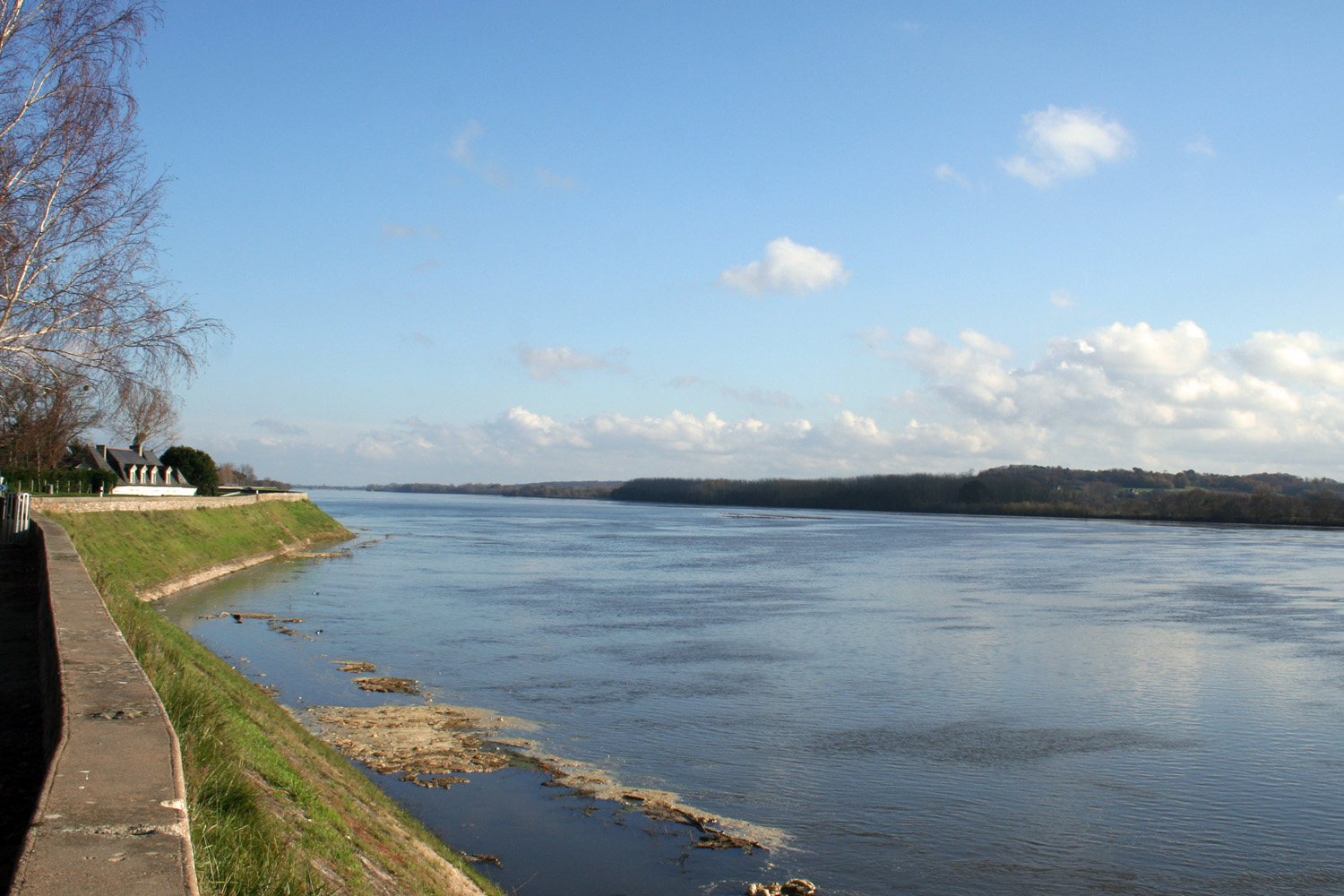
El Loira al seu pas per la regió natal de Julien Gracq

Tota la seua obra fou publicada sota el pseudònim Gracq (en referència a Julien Sorel, l'heroi d'El roig i el negre, i en homenatge als germans Gracs de l'antiga Roma) i, a causa de la seua complexitat i de la proverbial discreció de l'escriptor (Gracq sempre fou reticent a aparicions mediàtiques i a reconeixements públics), hi ha qui creu que és un autor només a l'abast dels lectors més cultes. A més, la seua obra mai no va ésser editada en versió de butxaca i sempre amb tiratges limitats. Tot i així, la bellesa de la seua prosa poètica (d'iridescències surrealistes i wagnerianes) es palesa en una carrera literària que és una successió intermitent i selecta d'històries d'amor. D'aquesta relació profundament eròtica amb l'escriptura i la lectura, sorgeix una obra singular que convida a ésser degustada com un inacabable preludi amorós en el qual es despleguen infinites formes de dilació. La seua escriptura, totalment posseïda pel desig, gairebé no deixa espai per a l'acció: un cop materialitzat, el somni perd els seus poders prodigiosos. Un exemple d'això el trobem en el primer volum de fragments (Lettrines), on Gracq evoca alguns moments de la seua vida -la infantesa i la guerra-: als nou anys, va rebre un regal màgic, un bumerang pel qual sospirava des que va saber de la seua existència llegint les obres de Jules Verne. Després d'una contemplació embadalida del curiós objecte durant tot un dia, va haver de decidir-se per a acontentar la seua família, obrir-ne l'embolcall i provar-ho. La catàstrofe no va trigar a produir-se: després de llançar-lo, el bumerang mai no tornava a les mans del seu propietari i, un dia, va desaparèixer misteriosament. Va acabar substituït per un altre, el qual era una tosca imitació de l'anterior destinada a lluir penjada a la paret. I és que el seu propietari havia comprès que l'eficàcia d'un talismà resideix, sobretot, en els somnis i, tenint en compte això, edificaria amb posterioritat la seua carrera literària.

## Obres destacades
- Al castell d'Argol (1938)
- Un beau ténébreux (1945)
- Liberté grande (1947)
- André Breton, quelques aspects de l'écrivain (1948)
- El rei pescador (1948)
- La ribera de les Sirtes (1951)
- Prose pour l'étrangère (1952)
- Penthésilée (1954)
- Un balcon en forêt (1958)
- Preferències (1961)
- Lettrines (1967)
- La Presqu'île (1970)
- Lettrines II (1974)
- Les aigües estretes (1976)
- Llegint i escrivint (1980)
- La Forme d'une ville (1985)
- Autour des sept collines (1988)
- Carnets du grand chemin (1992)
- Entretiens (2002)
- Manuscrits de guerre (2011)
- Les Terres du couchant (2014)[13][14][15]

### Adaptacions cinematogràfiques
- Un beau ténébreux (Jean-Christophe Averty, 1971)[16]
- Cita en Bray (André Delvaux, 1971)[17]
- Un balcon en forêt (Michel Mitrani, 1978)[18]
- Il re pescatore (Marcello Aliprandi, 1996)[19]

## Curiositats
- Julien Gracq sempre fou de l'opinió que l'escriptor no havia d'eclipsar mai la seua obra i, conseqüentment, es va mantindre sempre fidel a aquesta idea, ja que les entrevistes que va concedir van ésser molt escasses i no es va prodigar pels mitjans de comunicació (fou un dels autors més discrets de la seua generació).[20]
- Va rebutjar immediatament el prestigiós Premi Goncourt per la seua obra La ribera de les Sirtes, ja que tenia un concepte negatiu sobre la situació que travessaven els premis literaris i la literatura del seu país. Els rumors asseguren que li haurien atorgat el Premi Nobel de Literatura si no fos perquè es pensava que tampoc ho acceptaria.[20][21]